# Mariano Soriano Fuertes
Mariano Soriano Fuertes (né à Murcie le 28 mars 1817 et mort à Madrid le 26 mars 1880), Mariano de los Dolores Soriano Piqueras de son état civil, est un compositeur de zarzuelas et musicologue espagnol.

## Biographie
Le père de Mariano est Indalecio Soriano Fuertes (1787-1851), maître de chapelle et compositeur qui atteint dans sa carrière le poste de maître de chapelle à la chapelle royale de Madrid,  à la cour. En un premier moment le jeune Mariano suit la carrière militaire, mais il l'abandonne pour suivre la voie paternelle et se consacrer entièrement à la musique. En 1842, avec Joaquín Espín et Guillén, il fonde la revue La Iberia musical y literaria (L'Ibérie musicale et littéraire), le premier périodique espagnol consacré à l'art musical. La même année, il compose et crée avec succès l'une des premières zarzuelas modernes : Jeroma la Castañera. Presque simultanément, il crée deux autres zarzuelas : El ventorrillo de Alfarache et La feria de Santiponce.
À Madrid Soriano Fuertes fut professeur à l'« Instituto Español » ('Institut espagnol'). En 1843 il publie Método breve de solfeo, une méthode de solfège pour les élèves dudit Institut, puis il séjourne en Andalousie pendant huit ans, de 1844 à 1852. Il va d'abord à Cordoue, où il devient directeur de musique du « Liceo de Córdoba » ('Lycée de Cordoue'), mais il ne s'agit peut-être pas du « Real Círculo de la Amistad, Liceo Artístico y Literario de Córdoba » puisque ce dernier n'a pas été fondé avant 1854. À Séville il reçoit le poste de directeur du « Teatro de San Fernando » ('théâtre de Saint Ferdinand'). La dernière ville où il séjourne en Andalousie est Cadix où il dirige deux théâtres et où il compose une autre de ses plus célèbres zarzuelas, El tio Caniyitas. Cette œuvre, qui contient des éléments folkloriques andalous, est créée à Séville en 1849.
En 1852 il est nommé directeur musical du « Gran Teatro del Liceo » à Barcelone, ville où il réside pendant une longue période et où il réalise diverses études musicologiques qui, malgré quelques erreurs, furent des publications pionnières dans leur domaine. Notamment, parmi ces ouvrages, son Historia de la música española desde la venida de los fenicios hasta el año de 1850, en quatre volumes (1855-1859) incluant même des partitions imprimées, est considérée comme le premier livre d'histoire de la musique espagnole,,.
Il passe les dernières années de sa vie à Madrid, où il devient professeur du Conservatoire. Il occupe aussi quelques postes politiques. Il meurt le 26 mars 1880 en poste à la mairie de Madrid où il est conseiller municipal et adjoint au maire de la ville.
Soriano Fuertes est considéré comme l'un des rénovateurs de la zarzuela moderne, mais aussi comme un pionnier de la musicologie en Espagne ainsi que l'un des premiers spécialistes et propagandistes du folklore espagnol. Il fut correspondant de presse de la Royale académie espagnole d'archéologie et géographie du prince Alfonso (Real Academia Española de Arqueología y Geografía del Príncipe Alfonso), chevalier de l'ordre souverain de Malte, chevalier de l'Ordre de Charles III, chevalier de l'ordre équestre du Saint-Sépulcre de Jérusalem, médaillé d'or de l'Institut Espagnol, membre des Sociétés royales des Amis du Pays de Valence et Murcie, membre de la Société dunkerquoise pour l'encouragement des sciences, des lettres et des arts, membre de la Société de Sainte Cécile à Rome, membre honoraire du Philharmonique de Florence, Arcade de Rome sous le nom de Heráclito de Rodopeo, Quirite romain et membre de différentes sociétés artistiques et littéraires.

## Œuvres (liste non exhaustive)

### Œuvres musicales
- Jeroma la Castañera, tonadilla andaluza (tonadilla en un acte sur un livret de Mariano Fernández, 1842)
- El ventorrillo de Alfarache (sur un livret de Francisco de Paula Montemar, 1842)
- La feria de Santiponce  (sur un livret de Francisco de Paula Montemar, 1842)
- La venta del puerto (en collaboration avec Cristóbal Oudrid, 1847)
- El tío Caniyitas, aussi connu comme El mundo nuevo de Cádiz (opéra-comique en deux actes sur un livret de J. Sanz Pérez, 1849)
- La fábrica de tabacos de Sevilla (1850)

### Œuvres littéraires
- Método breve de solfeo (1843)
- Historia de la música española desde la venida de los fenicios hasta el año de 1850 (Madrid / Barcelone, 1855-1859, 4 vols. Existe aussi en édition moderne facsimilée : Madrid, ICCMU, 2007)
- Música árabe-española y conexión de la música con la astronomía, medicina y arquitectura (Valence : librairies « París-Valencia », 2004)
- Cuatro palabras acerca de las personalidades que contiene la breve memoria histórica de España de don Hilarión Eslava (Barcelone, Narciso Ramírez, 1863)
- Memoria sobre las sociedades corales en España (Barcelone, Narciso Ramírez, 1865)